# Chiều cao người
Chiều cao người là khoảng đỉnh đầu cách từ lòng bàn chân đến đỉnh đầu của cơ thể người lúc đứng thẳng. Chiều cao người được đo bằng thước đứng (stadiometer) có kết quả thường bằng xentimét với hệ thống mét, và feet hoặc inch. Chiều cao con người rất khác nhau từ 40 cm đến 272 cm. Trung bình, đàn ông cao hơn phụ nữ, với mức chênh lệch khoảng 5.4 inches (xấp xỉ 14 cm). Người phương Tây thường cao hơn người phương Đông.
Theo kết quả điều tra gần đây nhất của Disabled-world (ngày 30/09/2018), chiều cao trung bình của nam giới trên toàn thế giới là 171 cm (69.7 inches), còn của nữ giới là 160.3 cm (64.3 inches).
Khi một nhóm dân số có chung các yếu tố môi trường và di truyền, chiều cao trung bình thường là đặc tính của nhóm. Sự khác biệt chiều cao (thường trung bình khoảng 20% dân cư) trong một nhóm dân số thường do dẫn đến những người khổng lồ hoặc người lùn, chủ yếu là do các bất thường về gen và hệ nội tiết.
Trong các khu vực nghèo đói hay chiến tranh, các yếu tố môi trường như suy dinh dưỡng mãn tính trong suốt thời thơ ấu hay tuổi vị thành niên có thể giải thích cho sự tăng trưởng chậm và/hoặc giảm tầm vóc người trưởng thành thậm chí thiếu sự hiện diện của bất kỳ các điều kiện y tế nào.
Chiều cao người bao gồm 2 yếu tố chính quyết định
1. Di truyền (chiếm 60-80%)
2. Các yếu tố khác (chiếm 20-40%)

Hà Lan hiện đang là quốc gia có chiều cao trung bình của nam giới cao nhất thế giới (185 cm) và Latvian là quốc gia có chiều cao trung bình của nữ giới cao nhất thế giới (170 cm).
Ngược lại , Đông Timor là nước có chiều cao trung bình thấp nhất thế giới (155,47cm)

## Tăng trưởngchiều cao
Tăng trưởng trong tầm vóc, xác định bởi các yếu tố khác nhau, là kết quả của việc kéo dài xương thông qua somatotropin (hormon tăng trưởng ở người (HGH)) tiết ra bởi các tuyến thuỳ trước tuyến yên. Somatotropin cũng kích thích việc tăng trưởng thêm hormone Insulin - như yếu tố tăng trưởng 1 (IGF-1) chủ yếu ở gan. Cả hai hormone hoạt động trên hầu hết các mô của cơ thể, có nhiều chức năng khác, và tiếp tục được tiết ra trong suốt cuộc đời; với mức cao điểm trùng hợp với tốc độ tăng trưởng cao nhất, và dần dần ổn định sau khi trưởng thành. Phần lớn hoạt động tiết ra hormone này xảy ra trong các giai đoạn bùng nổ (đặc biệt là với trẻ vị thành niên) và xảy ra mạnh nhất khi ngủ.
Phần lớn tăng trưởng tuyến tính xảy ra khi tăng trưởng của sụn ở epiphysis (đầu) của các xương dài dần dần hóa thành xương để tạo thành xương cứng. Chân chiếm khoảng một nửa chiều cao của người trưởng thành. Một số tăng trưởng này xảy ra sau khi tăng trưởng bứt phá của các xương dài đã ngừng hoặc bị chậm. Phần lớn sự tăng trưởng trong thời kỳ tăng trưởng là các xương dài. Ngoài ra, sự thay đổi về chiều cao giữa các quần thể và qua thời gian phần lớn là do sự thay đổi trong chiều dài chân.
Thông thường, nam giới sẽ ngừng phát triển chiều cao ở độ tuổi từ 18 - 25. Trong khi ở nữ giới, con số này là từ 15 - 22 tuổi. Tuy nhiên, việc chiều cao còn phát triển hay không phụ thuộc vào quá trình cốt hóa của xương đã diễn ra hoàn toàn hay chưa.
Để có thể tăng trưởng chiều cao thì bên cạnh yếu tố di truyền thì các yếu tố như dinh dưỡng, vận động và giấc ngủ cũng đóng vai trò quyết định, đặc biệt là trong giai đoạn dậy thì.

## Chiều cao ở Việt Nam
Theo thống kê của Viện dinh dưỡng quốc gia, chiều cao trung bình của người Việt Nam là 168.1 cm với nam thanh niên và 156.2 cm với nữ thanh niên . Đây cũng là nước nằm trong danh sách top những quốc gia có chiều cao trung bình thấp nhất thế giới.
Trong quan niệm thẩm mỹ ở Việt Nam, một chiều cao từ 175 cm với nam và 163 cm với nữ sẽ được coi là khá lý tưởng . Dưới 165 cm ở nam và 154 cm ở nữ sẽ được coi là thấp. Khoảng nằm ở giữa còn lại sẽ là mức trung bình.